# 綱啓永
綱啓永（日语：／ Tsuna Keito，1998年12月24日—）是日本千葉縣船橋市出生的演员，所属经纪公司为渡邊娛樂。

## 生涯
2017年，參加並贏得了第三十届JUNON SUPER BOY美男子選拔賽大獎，是第一位敗部復活後拿到大獎的參賽者。
2018年3月，他與經紀公司渡邊娛樂簽約，並出演電視劇《文學處女》成为出道作品。
2019年1月，在参演超级战队系列特摄作品《骑士龙战队龙装者》之中，他的角色为“谛人／龙装蓝”。
2022年10月，在TBS電視台播出的電視劇《為你綻放的花》中，首次在黃金時段連續劇中擔任常規角色，角色為8LOOM成員古町有起哉。
2024年2月7日，開設綱啓永 OFFICIAL FANCLUB『Tsuna mar』。

## 作品

### 電視劇
| 年份 | 名稱                               | 播出日期                                        | 電視台                 | 角色         | 備註                                   |
| ---- | ---------------------------------- | ----------------------------------------------- | ---------------------- | ------------ | -------------------------------------- |
| 2018 | 文學處女                           | 2018年9月10日 - 10月29日                        | MBS電視台              | 川端龍之介   |                                        |
| 2019 | 騎士龍戰隊龍裝者                   | 2019年3月17日 - 2020年3月1日                    | 朝日電視台             | 諦人／龍裝藍 |                                        |
| 2019 | 彌次×喜多 ～元祖・東海道中膝栗毛～ | 2019年5月18日                                   | 東京電視台             | 妖之助       | 第7集                                  |
| 2019 | 遺留搜查 第六季                    | 2019年6月13日・6月20日                          | 朝日電視台             | 柊登夢       | 第3集                                  |
| 2019 | 只有顏值老師                       | 2019年11月9日、12月28日                         | 東海電視台、富士電視台 | 坂本佑太     |                                        |
| 2020 | HOMEROOM                           | 2020年1月24日 - 3月27日                         | MBS電視台              | 矢作健       |                                        |
| 2020 | Marry me！                         | 2020年11月1日・6日                              | 朝日電視台             | 三ツ木誠     | 第5集、第6集                           |
| 2021 | 男撰稿人、休育嬰假                 | 2021年7月9日                                    | WOWOW                  |              | 第1話                                  |
| 2021 | 這場初戀純屬虛構                   | 2021年10月25日 - 28日・11月16日・12月14日・16日 | TBS電視台              | 早川修哉     | 第9集 - 第12集・第22集・第38集・第40集 |
| 2022 | 不能做的兩人                       | 2022年1月3日                                    | 朝日電視台             | 桃川勇希     |                                        |
| 2022 | Inversion                          | 2022年3月18日・19日                             | MBS電視台              | 田中弘樹     |                                        |
| 2022 | 武士成為麥當勞店員)                | 2022年5月18日 - 6月1日                          | 關西電視台             | 羽嶋英世     |                                        |
| 2022 | 前男友←retry                       | 2022年5月19日                                   | MBS電視台              | 水野         | 第7集                                  |
| 2022 | 為你綻放的花                       | 2022年10月18日 - 12月20日                       | TBS電視台              | 古町有起哉   |                                        |
| 2023 | 稍微有點紛爭的話我很樂意！         | 2023年1月29日 - 3月19日                         | 朝日電視台             | 美澄rei      | 第3集 - 最終回                         |
| 2023 | 沒聽說過離婚後的女人會這麼受歡迎   | 2023年2月24日 - 3月31日                         | MBS電視台              | 満井絢斗     |                                        |
| 2023 | 明天，我會成為誰的女友 Season2     | 2023年5月3日 - 6月28日                          | MBS電視台              | 隼斗         |                                        |
| 2023 | 元氣囝仔                           | 2023年7月12日 - 9月20日                         | 富士電視台             | 木戸浩志     |                                        |
| 2023 | 恋愛のすゝめ                       | 2023年11月22日 - 1月17日                        | TBS電視台              | 鳳啓介       | 主演                                   |
| 2023 | 素顏英雄                           | 2024年2月24日                                   | TBS電視台              |              |                                        |
| 2024 | 366日                              | 2024年4月8日 - 6月17日                          | 富士電視台             | 吉幡和樹     |                                        |
| 2024 | 被未來的我突襲了！？               | 2024年10月7日 - 11月28日                        | NHK電視台              | 五十嵐頼人   | 主演                                   |

### 網路劇
- 我變成野獸的夜晚（日语：私が獣になった夜） 第4話（2021年7月9日、ABEMA） - 主演・矢崎薫[26]
- パパとママになる前に〜ボーイズ版〜（2021年8月21日 - 、TERMINAL PF）  - 花園[27]
- 騎士龍戰隊龍裝者THE LEGACY OF The Master's Soul（日语：騎士竜戦隊リュウソウジャー）（2021年10月17日、東映特撮ファンクラブ） - メルト[28]
- ラブシェアリング（2022年3月27日 - 、ひかりTV） - 仲山公平[29]
- 減重50公斤的灰姑娘（日语：-50kgのシンデレラ#配信ドラマ）（2022年8月12日 - 9月23日、Paravi） - 田嶋凌介[30]
- 成長戦隊ノビルンジャー（2023年2月9日 - 、For-Sチャンネル） - 主演・維他命B群（和小宮璃央及水石亜飛夢共同主演）[31]
- 蓬鬆小動物（日语：ぼさにまる#配信ドラマ）（2023年9月22日 - 、FOD） - 主演・優磨（和上白石萌音和森愁斗共同主演）[32]

### 電影
- 超級戰隊系列（東映） - 諦人／龍裝藍
  - 騎士龍戰隊龍裝者 THE MOVIE 時空穿梭！恐龍大恐慌!!（2019年7月26日上映）
  - 劇場版 騎士龍戰隊龍裝者VS魯邦連者VS巡邏連者（2020年2月8日上映）
  - 騎士龍戰隊龍裝者 特別篇 Memory of Soulmate（2021年2月20日上映）
- HiGH&LOW THE WORST（2019年10月4日上映、松竹）
- 魔法巧克力專門店（日语：ショコラの魔法）（2021年6月18日上映、AEON ENTERTAINMENT）- 可可鹼
- 不同星球的奇怪戀人（日语：違う惑星の変な恋人）（2024年1月26日上映、SPOTTED PRODUCTIONS） - モー [33]
- 煩惱著戀愛的惠莉（日语：恋わずらいのエリー#実写映画）（2024年3月15日上映、松竹） - 高城礼雄 [34]
- 新人記者torokko 我不做誰來做!（日语：新米記者トロッ子 私がやらねば誰がやる!） （2024年8月9日上映、東映video / SPOTTED PRODUCTIONS） - 松山秋[35]
- 女神降臨 Before（2025年3月20日上映）/女神降臨 After（2025年5月1日上映）- 五十嵐悠
- WIND BREAKER（2025年12月5日上映、日本華納兄弟）- 蘇枋隼飛[36]

### 網路節目
- 別被愛情與狼所欺騙（2021年2月14日—5月2日，AbemaTV）[37]

### 電視節目
- 周六要做什麼!?（日语：土曜はナニする!?）（2023年2月4日 - 2月25日、關西電視台、富士電視台） - イケドラ環節 [38]
- 鬧鐘電視（2023年8月2日・9日・16日・30日、富士電視台） - 8月份 每月娛樂環節主持人[39]

### 舞台劇
- つかこうへい没後10年追悼イベント 朗読 蒲田行進曲完結編『銀ちゃんが逝く』（2020年7月10日 - 12日・23日 - 26日、紀伊國屋ホール）
- タンブリング（2021年6月11日 - 13日、大阪：COOL JAPAN PARK OSAKA WWホール / 6月17日 - 24日、東京：TBS赤坂ACTシアター） - 鈴木昌平[40]
- マーダーミステリーシアター「演技の代償」Replay（2021年7月19日、配信） - 暁零士[41]
- マーダーミステリーシアター「裏切りの晩餐」（2021年12月14日、配信） - 近藤篤志[42]
- う蝕（2024年2月10日 - 3月3日、世田谷パブリックシアター / 3月9日・10日、兵庫県立芸術文化センター 阪急 中ホール / 3月16日、名古屋市民会館|Niterra日本特殊陶業市民会館 ビレッジホール） - 主演[43]

### 寫真集
- 綱啓永1st写真集『繋がり』（2023年4月28日、主婦與生活社）[44] ISBN 978-4-39115-990-5
- 綱啓永1stパーソナルブック『27ルール』（2023年11月27日、ONE PUBLISHING Co.,Ltd.（日语：ワン・パブリッシング））[45] ISBN 978-4-65120-400-0

### 其他
- JFA 全日本U-12足球選手權大會（日语：JFA第45回全日本U－12サッカー選手権大会）（2021年） - 應援支持者 [46]